# لکوئینیمود
لکوئینیمود (به انگلیسی: Lenthionine) با فرمول شیمیایی C۲H۴S۵ یک ترکیب شیمیایی با شناسه پاب‌کم ۶۷۵۲۱ است. که جرم مولی آن ۱۸۸٫۳۸ g/mol می‌باشد. 